# Castelo de Granyena
O Castelo de Granyena localiza-se no município de Granyena de Segarra, província de Lérida, na comunidade autónoma da Catalunha, na Espanha.
Trata-se de uma fortificação que pertenceu à Ordem dos Templários, no contexto da Reconquista cristã da Península Ibérica.

## História
Esta fortificação foi doada à Ordem em 1131, por Raimundo Berengário III de Barcelona, conde de Barcelona e conde da Provença. Foi em razão da sua aceitação, como cavaleiro na Ordem, que a doação foi feita, com a concordância de seu filho, Raimundo Berengário IV de Barcelona.